# 生源寺希烈
生源寺 希烈（しょうげんじ まれやす/まれつら/まれたけ、天明5年（1785年） - 文久3年2月26日（1863年4月13日））は、江戸時代の神職、公卿。

## 生涯
天明5年（1785年）、近江国滋賀郡に生まれた。父は生源寺行整、兄は梅辻春樵。実子に生源寺希璵、藤井希璞、嘉納治郎作、養子に富小路任節がいる。
文化4年（1807年）、兄・希声から職を継承し、日吉大社の神職となった。
天保7年4月6日（1836年5月20日）、53歳で従三位に叙され、公卿に列せられた。さらに嘉永2年12月19日（1850年1月31日）、65歳で正三位に昇った。文久3年2月26日（1863年4月13日）、79歳で薨去した。